# Фермерський сніданок
Німецький фермерський сніданок (нім. Bauernfrühstück) — тепла німецька страва, сніданок зі смаженої картоплі, яєць, зеленої цибулі, петрушки та бекону або шинки. Попри назву, її їдять не тільки на сніданок, а й на обід і вечерю.  
Нагадує дещо простішу англійську «bubble and squeak». Інгредієнти змішують на сковороді і обсмажують як омлет. Зазвичай, до страви подають салат із зелені чи помідорів або корнішони та житній хліб.

## Схожі страви
Подібні страви є і в інших країнах. Наприклад, у Франції — омлет à la paysanne (зі щавлем), в Іспанії — іспанська тортилья (tortilla de patatas) або у Швеції — пітіпана (pyttipanna).
- Гопель-попель[en] асоціюється з кухнею Міннесоти на Середньому Заході США.
- Рамбледетампс[en], стовіс[en] і клапшот[en] — з шотландською.
- «bubble and squeak»[en] — англійською.
- Пітіпана (Pyttipanna, Pyttipanne або Pyttipannu) — шведською, норвезькою та фінською («маленькі шматочки на сковороді»).
- Біксемад (biksemad) — данською.
- Трінксат — регіону Емпорда в Каталонії, на північному сході Іспанії та Андорри.
- Рупа Велья (порт. Roupa Velha — «старий одяг») — португальською, часто готують із залишків козіду а португеза. В Іспанії її називають Ropa Vieja і виготовляють із залишків косідо[en].
- Стеммелькорт[en], ще одна страва з Німеччини.
- Стампот — з нідерландською.
- Стумп — з бельгійською.
- Геш[en] — зі США.
- Калентадо — з колумбійською.
- Див. також Гешбраун[en] і картопляний пиріг[en]